# Rexville (Texas)
Rexville, également appelée Reckville, est une ancienne communauté non incorporée et dorénavant une ville fantôme, située au sud-ouest du comté d'Austin, sur la rive est de la rivière San Bernard (en), au Texas du Sud, aux États-Unis,. Elle est fondée à la fin des années 1830. Dans les années 1880, la localité devient un point d'embarquement et un point d'arrêt des transports sur l'éperon du lac Sealy-Eagle, en bordure de la ligne ferroviaire Gulf, Colorado and Santa Fe Railway. Rexville s'est peu développée et, au milieu du XXe siècle, seules quelques habitations agricoles dispersées et une station de triangulation sur la ligne Atchison, Topeka and Santa Fe Railway marquaient l'ancienne localité.

### Source de la traduction
- (en) Cet article est partiellement ou en totalité issu de l’article de Wikipédia en anglais intitulé « Rexville, Texas » (voir la liste des auteurs).